# Colinas (kommun i Brasilien, Maranhão, lat -5,99, long -44,12)
Colinas är en kommun i Brasilien.   Den ligger i delstaten Maranhão, i den östra delen av landet, 1 200 km norr om huvudstaden Brasília. Antalet invånare är 39 167.
Följande samhällen finns i Colinas:
- Colinas

Omgivningarna runt Colinas är huvudsakligen savann. Runt Colinas är det glesbefolkat, med 19 invånare per kvadratkilometer.